# Студия 54 (фильм)
Эта статья посвящена фильму. Для статьи об одноимённом нью-йоркском клубе 1970-х годов см. Студия 54.
«Студия 54» (англ. 54) — художественный фильм, снятый в 1998 году режиссёром Марком Кристофером. Сюжет фильма базируется на истории двух известных нью-йоркских ночных заведений: Studio 54 и Xenon (en).

## Сюжет
В центре фильма — простой молодой человек из Джерси-Сити по имени Шейн О’Шеа, который приезжает в Нью-Йорк и, благодаря своей исключительной сексапильности, становится барменом в знаменитом клубе «Студия 54». Работая в клубе, Шейн сближается с начинающей певицей Анитой Рандаццо и её мужем Грегом. Деньги и ночные вечеринки, секс и наркотики затягивают героев всё глубже и глубже...

## В ролях
- Райан Филлипп — Шейн О’Шеа
- Сальма Хайек — Анита Рандаццо
- Нив Кэмпбелл — Джули Блэк
- Майк Майерс — Стив Рубэл
- Сила Уорд — Билли Аустер
- Брекин Меер — Грег Рандаццо
- Шерри Стрингфилд — Вив
- Камерон Мэттисон — Атланта
- Ноам Дженкинс — Ромео
- Хизер Матараццо — Грейс О’Шеа
- Скипп Саддат — Харлан О’Шеа
- Марк Руффало — Рикко
- Лорен Хаттон — Лиз Вангелдер
- Майкл Йорк — посол
- Эллен Альбертини Дау — Диско Дотти
- Дональд Трамп — очень важный покровитель

## Награды и номинации
- В 1998 году Райан Филлипп и Эллен Альбертини Дау за роли в фильме были номинированы на премию «Золотая малина» в категории за худшую мужскую роль и худшую женскую роль второго плана соответственно[3].